# 君はTOO SHY
「君はTOO SHY」（きみはトゥーシャイ、原題：Too Shy）は、カジャグーグーのデビュー・シングル。1982年12月発売。プロデューサーはコリン・サーストンとデュラン・デュランのニック・ローズ。

## 解説
デュラン・デュランの弟分的バンドとして注目を集め、ボーカルのリマールのアイドル的な人気も後押しして、デビュー曲ながらヨーロッパを中心に大ヒットした。また、第2次ブリティッシュ・インヴェイジョンの影響でアメリカ合衆国でもヒットした。